# Julien Campredon
Pour les articles homonymes, voir Campredon.
Julien Campredon, né le 15 juin 1978 à Montpellier, est un écrivain français. Membre fondateur des éditions Monsieur Toussaint Louverture, il s’impose sur la scène de la nouvelles dans les années 2000-2012. Il signe en 2023 « La Seria », série produite par France Télévision.

## Biographie
Julien Campredon nait en 1978 à Montpellier. Il emménage à Toulouse en 1985, mais reste toujours très marqué par l’Hérault, l’Aude et le Gard. Lecteur boulimique pour tuer l’ennui lors de son enfance et de son adolescence, il commence à écrire sa première nouvelle à 17 ans, puis après des études littéraires au Lycée Pierre-de-Fermat de Toulouse, il suit sans conviction des études de Droit jusqu’à obtenir un DEA d’histoire du droit à l’Université Toulouse-I-Capitole. Il découvre les classique anglais et irlandais, et à l’heure des Guns N' Roses et de Nirvana, il se passionne pour le punks rock anglais de la fin des années 70, que tout le monde à l’époque avait oublié. Très influencé par la culture anglo-saxonne et les Clash en particulier, il cherche dès ses débuts à reproduire dans ses écrits une énergie comparable à celles de leurs albums. Pendant ses études il participe à des revues littéraires estudiantines, et fréquente le milieu culturel toulousain. 
Son colocataire lui fait découvrir le théâtre sans objet et lui fait rencontrer le comédien et metteur en scène bosniaque Haris Burina (bs) lui aussi très attachée à la question de l’énergie dans la dramaturgie. Il devient rédacteur culturel pour la Maison des Arts Georges Pompidou de Cajarc. En 2003, passant des Clash à Massilia Sound System, il découvre la langue occitane qui va révolutionner sa vision du monde et du rôle social de la culture. C’est un virage à 90 degrés, et il se tourne depuis lors vers les cultures latines et méditerranéennes, que l’on retrouvera dans tous ses écrits.

## Premières armes littéraires
De 2003 à 2005, vendeur à la criée du journal Le Monde, il rencontre Martine et Daniel Delort, éditeurs de la revue Brèves et de la maison d’édition l’Atelier du Gué. Son écriture se caractérise par une imagination débordante. Julien Campredon ne cherche pas vraiment à faire rire mais l'absurdité naturelle du temps présent l'inspire et l'aide à voyager du coin de la rue au bout du monde. 
Il se détourne de la littérature blanche comme de la « non-fiction » et se trouve des points communs avec certains auteurs sud-américains. Publié dans le numéro 72 de la revue revue Brèves (2004), il sort son premier livre, Boris le Babylonien contre l’Aligot Littéraire à l’Atelier du Gué deux ans plus tard. L'année suivante, il cofonde avec Dominique Bordes  la maison d'édition Monsieur Toussaint Louverture et participe aux 4 premiers numéros de la revue du même nom.
C’est à cette époque qu’il développe une identité créatrice forte. Le moteur d'écriture de Julien Campredon, c'est le goût de l’aventure,. Principalement tournée vers la quête d’absolu dans un monde fini qu’il double d’une critique de l’absurdité du monde et de l’autoritarisme. on y retrouve la loufoquerie est à la hauteur du meilleur Dubillard, le glissement du réel au fantastique aussi habile que dans les historiettes de Malerba (Véronique Cassarin-Grand Nouvel Observateur). Une des particularités de son écriture tient à son enracinement languedocien .

## Premières Editions
En 2005, Julien Campredon cofonde la maison d’édition Monsieur Toussaint Louverture,. Il prend le risque de publier un recueil de nouvelles avec celle-ci en 2007. En effet Brûlons tous ces punks pour l’amour des elfes est le premier ouvrage publié par Monsieur Toussaint Louverture. « Eperon de vermeil pour la tonicité du style de l'auteur car n'oublions pas qu'il y en a un malgré tout et un courageux puisqu'il essuie les plâtres de Toussaint Louverture qui se lance dans la Littérature après avoir animé une iconoclaste revue, et il se nomme ici Julien Campredon ». En 2010, GQ Magazine classera l’œuvre parmi les 50 meilleurs romans des années 2000, en 5ème position entre Ravel de Jean Echenoz et Arbre de fumée de Denis Johnson. Le livre est un succès, et est publié en 3 versions (une première version, une dite de « luxe » en 2008, illustrée par les collages de Philippe Lemaire, une dite « véloce » en 2012 et une version Pocket en 2014). En 2016 le jazzman toulousain Jérôme Arlet et la vidéaste Claire Hugonnet décident de monter avec l’auteur un spectacle musical et visuel autour du recueil originel.
Durant cette période, Julien Campredon est très présent dans l’univers de l’édition toulousaine, où il fréquente l’équipe des Requins Marteaux, les éditeurs d’Anacharsis, Passage du Nord-Ouest, ou les Fondeurs de Briques.
En 2012 Julien Campredon sort coup sur coup deux recueils de nouvelles : l’Attaque des Dauphins Tueurs chez Monsieur Toussaint Louverture, et l’Assassinat de la Dame de Pique aux éditions Léo Scheer. À cette époque, il est parvenu à imposer une signature particulière en tant que nouvelliste, et se sent contraint de ne plus faire que ce que l’on attend de lui.
Il se lance alors dans l’écriture d’un roman de chevalerie Le chevalier de Malastre, ou le cavalier de la disgrâce. Quittant l’univers de la nouvelle, il veut rendre hommage aux livres monde, tels que Là où les tigres sont chez eux » (Jean-Marie Blas de Roblès, Zulma, 2008) en écrivant un roman sur les traces de Don Quichotte et de Gulliver. Lecteur des romans anti-militaristes de Sven Hassel, son roman, pourtant si « incroyablement riche en faits d’armes que jamais l'histoire de la Chevalerie n'en avait plus rapportés de comparables », comme le dis le chevalier de Malastre, a une résonance pacifiste certaine.

## La Seria
En 2006 il rencontre et noue une amitié solide avec un designer et graphiste barcelonais, dont l’influence se retrouve sur le regard que l’écrivain porte sur la Catalogne et sur l’Espagne en général. Il rencontre et sympathise alors avec de nombreux acteurs culturels du milieu occitan, dont le réalisateur toulousain Amic Bedel.
Bien que n’ayant jamais écrit de scénario, Bedel lui propose en 2011 de créer ex nihilo une série audiovisuelle mettant en lumière l’occitan de manière inédite. Julien Campredon développe l’idée d’une mini-série (Montsegur de Mar) qui se veut le spin-off d’un scénario principal (La Seria).
La Seria raconte les aventures des créateurs de Montsegur de Mar. Cette série trouve sa source dans un projet de roman de Julien Campredon Marseille existe, quête d’absolu tragique qui confrontaient de jeunes idéalistes incapables de devenir adultes.
La Seria, tout en reprenant cette quête d’absolu et certaines idées du roman, est au contraire est une comédie, à laquelle Amic Bedel apporte sa connaissance encyclopédique du monde occitan, mais également une observation acérée de la société.
De 2011 à 2020, Amic Bedel et Julien Campredon vont porter le projet de La Seria comme une croix. C’est une traversée du désert pour Julien Campredon qui, allant à contre-courant de la société de la production culturelle pressée, prendra des années à améliorer son roman qu’il qualifie de « Mad max médiéval et donquichotesque ».
En août 2013, Amic Bedel épaulé par un groupe de compagnons de route issus du laboratoire audiovisuel occitan dètz.tv tourne les 2 épisodes pilotes de la Série qui seront finalisés pour la session 2014 du festival Fifigro à Toulouse.
En mars 2020 le projet de la Seria est relancé en coproduction avec France Télévisions et AnderAnderA Production. Après une écriture qui a intégré le temps qui a effectivement passé entre les pilotes et le second tournage, la Seria est tournée avec une équipe élargie à l’automne 2021. On y retrouve des acteurs tels que Michel Cordes, Laurent Labadie, Rodin Kaufmann, les membres du groupe Cocanha et Jérémie Couraut. La diffusion sur france.tv est programmée pour le 7 avril 2023, et la diffusion télévisuelle est prévue pour septembre 2023.

## Publications

### Recueils de nouvelles
- Brûlons tous ces punks pour l’amour des elfes, éditions Monsieur Toussaint Louverture, 2006 — édition de luxe en 2008 avec des illustrations de Philippe Lemaire ; puis réédition chez Pocket en 2013 et 2014
- L’Attaque des dauphins tueurs, éditions Monsieur Toussaint Louverture (2011)
- L’Assassinat de la Dame de Pique, éditions Léo Scheer (2011)
- Boris le babylonien contre l’Aligot littéraire, novella, éditions de l’Atelier du Gué (2006)

### Nouvelles en anthologie
"Superétoilé", Revue Pourtant N°3, (Septembre 2021)
Antoine Faydit tire les cartes, Revue Encres N° 0 (juillet 2017)
La Femme au collier de perles et le Chat de mon voisin, L'autan des nouvellistes, éditions de l’Atelier du Gué (septembre 2013)
Trame Garonne entre deux croches noires, D'une rive à l'autre, TISSEO (décembre 2013)
Peta Pigalha en version stroboscopique et mouchetée, Des nouvelles du monde, Festival Novela, Nouvelles éditions Loubatières (juin 2013)
(en) Burning Punks, Ambit issue 210, traduction anglaise de Rosemary Canavan (novembre 2012, Londres)
La Coulée de béton infernale, revue Borderline (novembre 2012)
La Vision cinétique du monde par M. Aimé Delagrotte, Et pourtant elle tourne, éditions du Roure (septembre 2010)
Saint Toréro mémoires de la gitanes qui dans, revue Brèves n° 89, (juillet 2009)
La Trace du Calamar, Nouvelle Revue Moderne (mars 2009)
Los secrets de ma cosina, Revue Òc, traduction occitane de Jean-Pierre Tardif (janvier 2009)
La Vallée des hommes désespérés, Si elles savaient éditions les Petits Matins (janvier 2009)
Le Lièvre, l'Olivier, et le Représentant en ronds-points, Journal l’Étranger (novembre 2008)
De l'homme idéal de ma femme d'elle et de ma maîtresse, Rendez-vous n° 1 aux éditions En Marge (novembre 2008) 
(en) The hare the olive tree and the roundabouts salerman, Southword issue number 14  Review of the Munster Literature Center of Cork, traduction anglaise de Rosemary Canavan (mai 2008)
Heureux comme un Samoyède, journal l’Étranger (janvier 2008), repris dans revue Brèves n° 72 (juillet 2004)

L'Énigmatique Étrangère triste, revue Monsieur Toussaint Louverture n° 5 (septembre 2006)
Les Secrets de ma cuisine, revue Monsieur Toussaint Louverture n° 4 (novembre 2005)
L'Angoisse de la feuille de vigne, revue Monsieur Toussaint Louverture n° 3 (février 2005) 
Sauvage comme un poète naïve comme une cravate, Cocktails de nouvelles, éditions Clapotement (janvier 2005)
Brûlons tous ces punks pour l'amour des elfes, Monsieur Toussaint Louverture n° 4 
(septembre 2004)
Envol, revue Volée de nouvelles aux éditions Clapotement (mai 2003)
Télépathie post-mortem, revue Ragtime n° 1 (avril 2001)
Laisse moi parler j'ai mal aux chevilles, revue Ragtime n° 3 (janvier 2001)
Herbert 96 ou l'Histoire de l'homme qui parlait à son rasoir, revue Ragtime n° 2 (décembre 2000)
Le fils d'Adam est un arriviste au string déchiré, revue Ragtime n° 1 (octobre 2000)

### Presse
Chronique l'invité, Alternatives Internationales, (septembre 2014)
Âmes Véganes, Causeur (2019)
La collapso heureuse, Réinventer une culture, Yggdrasil (septembre 2020)

## Audiovisuel

### Filmographie
La Seria (mini-série) 5 épisodes de 40 minutes. Tournage en août 2013 et automne 2021. Réalisation Amic Bedel avec le soutien de la région Occitanie (Piget Productions, AnderAnderA, France Télévisions)

### Court-métrage
La Vida es pas un jòc Marc, 2016 (Piget Prod)  : adaptation de la nouvelle La femme au collier de perles et mon voisin, publiée  le livre collectif L'autan des nouvellistes par l'Atelier du Gué en 2013 (maison de production PIGET PROD, Toulouse ), avec le soutien de région Midi-Pyrénées.

### Collaborations audiovisuelles
Publicité Gifu eart of Japan (Vist 2020) 
Un minotaure dans la ville (France 3, 2019) 

### Radio
De l'homme idéal de ma femme, lecture radiodiffusée  le cadre de l'émission Dernier rêve avant la nuit sur la Radio suisse Romande (novembre 2013)
Heureux comme un samoyède, lecture radiodiffusée  le cadre de l'émission Dernier rêve avant la nuit sur la Radio suisse Romande (septembre 2013)